# آستوریا (اورگن)
آستوریا (به انگلیسی: Astoria) شهری در شهرستان کلتسپ ایالت اورگن است و در سرشماری سال ۲۰۱۱ میلادی، ۹٬۴۷۷ نفر جمعیت داشته که نسبت به سال ۲۰۱۰، ۰٫۱۹ درصد رشد جمعیت داشته‌است.

## موقعیت جغرافیایی
موقعیت جغرافیایی شهرها و مناطق اطراف به شرح زیر است: